# 2013 en science-fiction
| Années de la science-fiction : 2010 - 2011 - 2012 - 2013 - 2014 - 2015 - 2016    |
| Décennies de la science-fiction : 1980 - 1990 - 2000 - 2010 - 2020 - 2030 - 2040 |

L'année 2013 est marquée, en matière de science-fiction, par les événements suivants.

## Naissances et décès

### Décès
- 18 janvier : Jacques Sadoul, éditeur et écrivain français, mort à 78 ans.
- 4 février : Richard E. Geis, écrivain américain, mort à 85 ans.
- 5 avril : George Anania, écrivain roumain, mort à 71 ans.
- 30 avril : Andrew J. Offutt, écrivain américain, mort à 78 ans.
- 26 mai : Jack Vance, écrivain américain, mort à 96 ans.
- 8 juin : John Boyd, écrivain américain, mort à 93 ans.
- 9 juin : Iain Banks, écrivain écossais, mort à 59 ans.
- 19 juin : Parke Godwin, écrivain américain, mort à 84 ans.
- 23 juin : Richard Matheson, écrivain américain, né en 1926, mort à 87 ans.
- 2 août : Patricia Anthony, écrivain américaine, morte à 66 ans.
- 2 septembre : Frederik Pohl, écrivain américain, mort à 93 ans.
- 6 septembre : Ann C. Crispin, écrivain américaine, morte à 63 ans.
- 9 novembre : Donald Malcolm, écrivain écossais, mort à 83 ans.

## Prix

### Prix Hugo
- Roman : Redshirts : Au mépris du danger (Redshirts) par John Scalzi
- Roman court : L'Âme de l'empereur (The Emperor’s Soul) par Brandon Sanderson
- Nouvelle longue : The Girl-Thing Who Went Out for Sushi par Pat Cadigan
- Nouvelle courte : Mono no Aware (Mono no Aware) par Ken Liu
- Livre non-fictif ou apparenté : Writing Excuses, Season Seven par Brandon Sanderson, Dan Wells, Mary Robinette Kowal, Howard Tayler et Jordan Sanderson
- Roman graphique : Saga, Volume One, écrit par Brian K. Vaughn, dessiné par Fiona Staples
- Film : Avengers, scénarisé et dirigé par Joss Whedon
- Série ou court-métrage : l'épisode La Néra du Trône de fer, scénarisé par George R. R. Martin, dirigé par Neil Marshall
- Éditeur de nouvelles : Stanley Schmidt
- Éditeur de romans : Patrick Nielsen Hayden
- Artiste professionnel : John Picacio (en)
- Magazine semi-professionnel : Clarkesworld
- Magazine amateur : SF Signal
- Écrivain amateur : Tansy Rayner Roberts
- Artiste amateur : Galen Dara
- Podcast amateur : SF Squeecast
- Prix Campbell : Mur Lafferty

### Prix Nebula
- Roman : La Justice de l'ancillaire (Ancillary Justice) par Ann Leckie
- Roman court : The Weight of the Sunrise par Vylar Kaftan (en)
- Nouvelle longue : The Waiting Stars par Aliette de Bodard
- Nouvelle courte : If You Were a Dinosaur, My Love par Rachel Swirsky (en)
- Prix Andre Norton : Sister Mine par Nalo Hopkinson
- Prix Solstice : Carl Sagan et Ginjer Buchanan (en)
- Prix Ray Bradbury : Gravity (Gravity) par Alfonso Cuarón (metteur en scène) et Alfonso Cuarón, Jonás Cuarón et Rodrigo García (scénaristes)
- Prix du service pour la SFWA : Michael Armstrong
- Grand maître : Samuel R. Delany

### Prix Locus
- Roman de science-fiction : Redshirts : Au mépris du danger (Redshirts) par John Scalzi
- Roman de fantasy : The Apocalypse Codex par Charles Stross
- Roman pour jeunes adultes : Merfer (Railsea) par China Miéville
- Premier roman : Throne of the Crescent Moon par Saladin Ahmed
- Roman court : Après la chute (After the Fall, Before the Fall, During the Fall) par Nancy Kress
- Nouvelle longue : The Girl-Thing Who Went Out for Sushi par Pat Cadigan
- Nouvelle courte : Immersion (Immersion) par Aliette de Bodard
- Recueil de nouvelles : Shoggoths in Bloom par Elizabeth Bear
- Anthologie : Edge of Infinity par Jonathan Strahan, éd.
- Livre non-fictif : Distrust That Particular Flavor par William Gibson
- Livre d'art : Spectrum 19: The Best in Contemporary Fantastic Art par Cathy Fenner et Arnie Fenner, éds.
- Éditeur : Ellen Datlow
- Magazine : Asimov's Science Fiction
- Maison d'édition : Tor Books
- Artiste : Michael Whelan

### Prix British Science Fiction
- Roman : La Justice de l'ancillaire (Ancillary Justice) par Ann Leckie et Ack-Ack Macaque par Gareth L. Powell (ex æquo)
- Fiction courte : Spin (Spin) par Nina Allan

### Prix Arthur-C.-Clarke
- Lauréat : Dark Eden (Dark Eden) par Chris Beckett

### Prix Sidewise
- Format long : The Windsor Faction par D. J. Taylor (en) et Surrounded by Enemies: What If Kennedy Survived Dallas? par Bryce Zabel (en) (ex æquo)
- Format court : The Weight of the Sunrise par Vylar Kaftan (en)

### Prix E. E. Smith Memorial
- Lauréat : Ginjer Buchanan (en)

### Prix Theodore-Sturgeon
- Lauréat : The Grinnell Method par Molly Gloss

### Prix Lambda Literary
- Fiction spéculative : Green Thumb par Tom Cardamone (en)

### Prix Seiun
- Roman japonais : Shisha no teikoku par Project Itoh et Enjoe Toh

### Grand prix de l'Imaginaire
- Roman francophone : Du sel sous les paupières par Thomas Day
- Nouvelle francophone : Une collection très particulière (recueil) par Bernard Quiriny

### Prix Kurd-Laßwitz
- Roman germanophone : La Nuit du pulsar (Pulsarnacht) par Dietmar Dath

### Prix Curt-Siodmak
- Film de science-fiction : Cloud Atlas, film germano-américano d'Andy et Lana Wachowski et Tom Tykwer
- Série de science-fiction : Fringe
- Production allemande de science-fiction : Allein gegen die Zeit, série télévisée allemande

## Parutions littéraires

### Romans
- Gardien, roman de Jack Campbell.
- Le Cercle, roman de Dave Eggers.
- L'Ombre de la liberté, roman de David Weber.
- Humains, roman de Matt Haig.

### Recueils de nouvelles et anthologies
- Connie Willis 
  - Les Veilleurs

### Bandes dessinées
- L'Enfant Staline, 24e album de la série Guy Lefranc, écrit par Thierry Robberecht et dessiné par Régric.
- Souvenirs de futurs, album de la série Valérian et Laureline, écrit par Jean-Claude Mézières et dessiné par Évelyne Tranlé.

## Sorties audiovisuelles

### Films
- After Earth par M. Night Shyamalan.
- Albator, corsaire de l'espace par Shinji Aramaki.
- American Nightmare par James DeMonaco.
- Les Âmes vagabondes par Andrew Niccol.
- The Colony par Jeff Renfroe.
- Le Congrès par Ari Folman.
- Les Derniers Jours par David Pastor et Àlex Pastor.
- Elysium par Neill Blomkamp.
- The Human Race par Paul Hough.
- Pacific Rim par Guillermo del Toro.
- Riddick par David Twohy.
- La Stratégie Ender par Gavin Hood.
- World War Z par Marc Forster.
- Les Zévadés de l'espace par Cal Brunker.

### Téléfilms
- À l'aube de la destruction par Robert Lieberman.
- Age of Dinosaurs par Joseph J. Lawson.
- Tornades de pierres par Jason Bourque.

### Séries
- Doctor Who, seconde moitié de la saison 7.

## 2013 dans la fiction
- Le Dernier des Winnebago, roman court de Connie Willis paru en 1988, se déroule en 2013.
- Banlieue 13, film français réalisé par Pierre Morel (2004), présente une ville de Paris dystopique en 2013.